# Rudolf Schlesinger
Rudolf B. Schlesinger (Monaco di Baviera, 1909 – San Francisco, 10 novembre 1996) è stato un giurista tedesco-statunitense, di fondamentale importanza per il diritto comparato.

## Biografia
Nacque in Germania da padre tedesco che per caso era nato negli Stati Uniti: ebbero quindi entrambi la cittadinanza statunitense. Studiò diritto inizialmente a Ginevra, Berlino e Monaco. Ottenne in seguito una seconda laurea alla Columbia Law School.
All'inizio degli anni trenta lavorò per una banca tedesca. Ebreo, anche se non praticante a detta della figlia, nel 1938 dopo la notte dei cristalli fuggì negli Stati Uniti, dove diventò uno studioso di diritto internazionale e comparato.
È stato professore alla Cornell Law School (1948 - 1975) e allo Hastings College of the Law dell'Università della California (fino al 1994) e membro onorario della American Society of Comparative Law. Nel 1956 è stato nominato "William Nelson Cromwell Professor of International and Comparative Law".
Organizzò i seminari di Cornell (1960 - 1967), che produssero l'opera Formation of Contracts. Il suo libro Comparative Law: Cases-Texts-Materials del 1950 è stato il primo casebook di diritto comparato.
L'8 marzo 1995 l'Università degli studi di Trento gli ha conferito una laurea honoris causa in giurisprudenza.
Il 10 novembre 1996 lui e la moglie Ruth furono trovati senza vita nella casa di San Francisco, apparentemente suicidi.

## Alcune opere
- Comparative Law: Cases-Texts-Materials (1950)
- Formation of Contracts — A Study of the Common Core of Legal Systems (1968)